# Organon da Arte de Curar
Organon da arte de curar (originalmente: Organon der rationellen Heilkunde - Organon da arte racional de curar) é um livro escrito por Dr. Samuel Hahnemann em 1810. Seu conteúdo é o fundamento e a teoria da homeopatia pura. A obra foi revisada por Hahnemann e publicada em seis edições. Na segunda edição teve seu nome alterado para Organon of Medicine (Organon der Heilkunst).